# Seznam českých porotců sportovního tance

## B
- Karel Bank
- Petr Barnat
- Jaromír Bartoš (tanečník)
- Lukáš Bartuněk
- Petr Bartuněk
- Eva Bartuňková
- Martina Bartuschková
- Kateřina Bejčková
- Petr Beneš
- Miroslav Brožovský
- Miroslav Bureš
- Jiří Buroň
- Vladimír Buryan
- Vlasta Buryanová

## C
- Pavlína Coufalová

## Č
- Vlastimil Čermák
- Marek Černý
- Václav Černý

## D
- Václav Dudkovec
- Alois Dvořák
- Pavel Dvořák
- Marie Dvořáková

## E
- Walter Elschek

## F
- Radek Felcman
- Jan Fíla
- Rostislav Filgas

## G
- Miloslav Gabriel
- Marcel Gebert
- Filip Gregoriades
- Václav Gregoriades

## H
- Jiří Hájek
- Gabriela Hájková
- Jan Halíř
- Vladimír Hána
- Jaroslav Harvan
- Jana Harvanová
- Tomáš Heller
- Igor Henzély
- Igor Henzély st.
- Jaroslava Henzélyová
- Jindřich Hes
- Marek Hila
- Oton Hila
- Milič Hlucháň
- Oldřich Holý
- Pavel Horák
- Kateřina Hrstková
- Jiří Hrubý
- Tomáš Hudeček
- Lenka Husičková
- Marie Hýžová

## Ch
- Jitka Charvátová
- Zdeněk Chlopčík
- Romana Chvátalová

## J
- Jan Jadlovský
- Jana Jägerová
- Jaroslav Jaglarz
- Jana Jančová
- Rudolf Janoud
- Jana Janoudová
- Pavel Jirák
- Jaromír Josef

## K
- Aleš Kašpar
- Robert Kazda
- Stanislav Klement
- Ján Kliment
- Jaroslav Klon
- Pavel Kojetín
- Lucie Kokotková-Burianová
- Jiří Kopečný
- Václav Kosmák
- Petra Kostovčíková
- Jana Košková
- Josef Koubek
- Evžen Krejčík
- Jaroslav Krtička
- Stanislav Krtička
- Jana Krtičková
- Vladimír Kubát
- Jiří Kubíček
- Dita Kubínová
- Jaroslav Kučera
- Miroslav Kuchař
- Jan Kvasnička
- Mylan Kysučan

## L
- Karel Landsfeld
- Zdeněk Landsfeld
- Pavla Landsfeldová

## M
- Martin Macoun
- Karel Maršálek
- Vladimír Matoušek
- Vladimíra Matoušková
- Petr Mertlík
- Vlastimil Mičjan
- Ludmila Mičjanová
- Jan Mokříš

## N
- Marcel Němeček
- Michal Němeček
- Miloslava Němečková
- Dobromil Nováček
- Aleš Novák
- Martina Nováková
- Jana Novotná (porotkyně)
- Luboš Novotný

## O
- Martin Odstčil
- Petr Odstrčil
- Daniel Ondřej
- Radoslav Ostrůvka

## P
- Václav Parlásek
- Dana Pavelková
- Miloslav Pecina
- Jiří Pixa
- Jiří Plšek
- Jana Pešková
- Jiří Pohlodek

## R
- Jaromír Riedel
- Lenka Roiková
- Josef Rosypka
- Eva Rosypková
- Jan Rottenborn

## Ř
- Zdeněk Řeřábek
- Karel Řídel

## S
- Lubomír Sedlák
- Hana Sedláková
- Stanislav Schön
- Tomáš Sklenička
- Michael Skočdopole
- Tibor Stano
- Jiří Stumpf

## Š
- Jiří Ševčík
- Ivo Šimáček
- Vladimíra Šimáčková

## T
- Miloš Tancibudek
- Jan Taraba
- Jan Tománek
- Roman Trojan
- Ewa Troszok
- Vlastimil Tumpach

## V
- Martina Volfová

## W
- Helmut Walden

## Z
- Josef Zelenka
- Karel Zíma
- Josef Zita
- Eduard Zubák

## Ž
- Zdeněk Žďárský